# NGC 1931
NGC 1931 est une nébuleuse en émission située dans la constellation du Cocher. Elle a été découverte par l'astronome germano-britannique William Herschel en 1793.
Cette nébuleuse est une région d'émission HII et certains lui donnent le nom de nébuleuse de la Mouche.

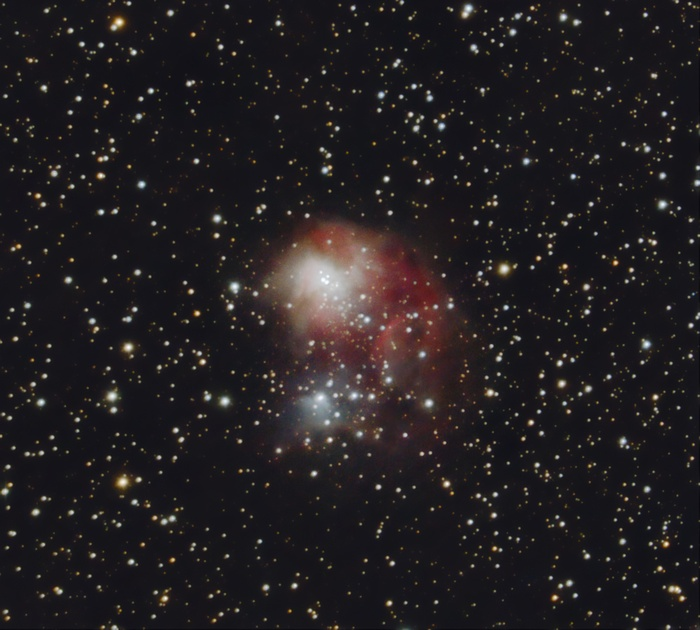
NGC 1931